# فستالية مسلولة
فستالية مسلولة (الاسم العلمي: Vestalis atropha) هي نوع من الحشرات يتبع جنس الفستالية من الفصيلة الرعاشية.